# Elvire de Cerny
Pour les articles homonymes, voir Cerny (homonymie).
Elvire de Preissac, comtesse de Cerny (Roscoff, 14 février 1818 — Plougasnou, 10 septembre 1899) est une auteure. Elle a collecté deux recueils de contes et légendes bretonnes.

## Biographie
Elvire Louise Léonarde de Preissac est née à Roscoff le 14 février 1818. Elle est la fille de Pierre Thomas Louis dit Emery Giquet de Preissac né en 1790 et décédé en 1870 à Plougasnou, garde du corps du Roi dans la Compagnie de Gramont. Sa mère est Louise Wilhelmine Elvire de Crech’Quérault.
Elle passe son enfance en Bretagne et comprend le breton des paysans de sa région.
Elle épouse Le Clerc de Cerny, employé des Douanes et renonce à l’écriture le temps de son mariage sous la pression de son époux. Veuve elle se remet à l’écriture et à la collecte de contes. Elle écrit pour le Journal d’Avranche en 1862, sur le thème des contes.
Elle collecte des contes populaires et légendes de Haute et Basse-Bretagne, comme Jean Le Crasseux, Fanfan et la Ramée, la Bête à Sept Têtes, et d'autres récits. L'abbé François Duine les fera publier sous le titre Contes et légendes de Bretagne à sa mort en 1899.

## Œuvres
- Contes et légendes de Bretagne, ed. La Tourniole, 1995 (première édition en 1899, Librairie Historique des provinces, Paris)
- Saint-Suliac et ses traditions - Contes et légendes d'Ille-et-Vilaine, 1987 (première édition 1861)